# Burg Bucherbach
Burg Bucherbach ist die Ruine einer Wasserburg in Köllerbach, einem Ortsteil von Püttlingen im Regionalverband Saarbrücken. Sie ist neben der Burg Kerpen bei Illingen die bedeutendste Niederungsburg des Saarlandes.

## Geschichte

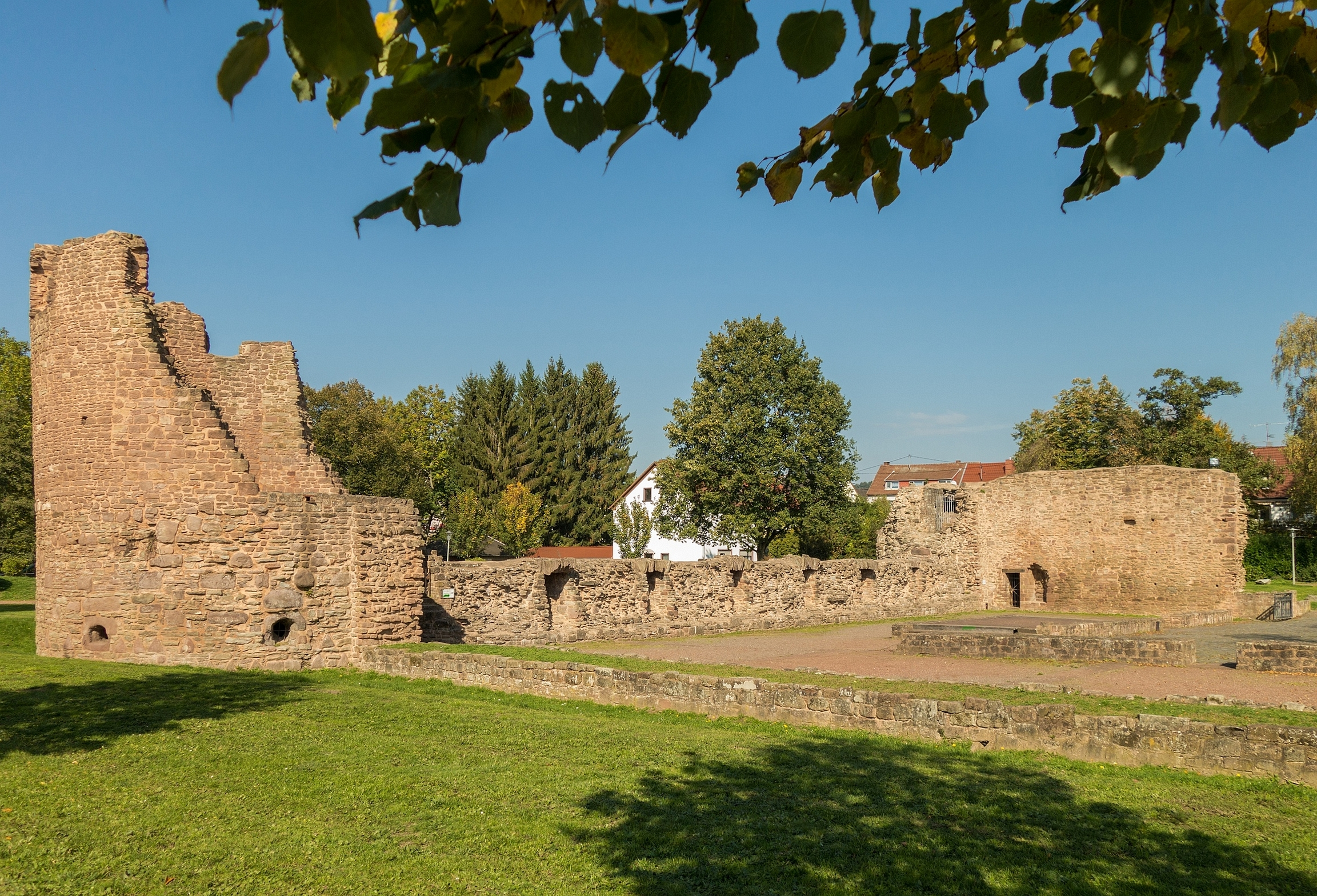
Burg Bucherbach, Reste der Außenmauern

Die erste urkundliche Nennung der Burg erfolgte 1326 in einem Erbvertrag der Grafen von Saarbrücken-Commercy als maison dou val de cologne (deutsch: Haus im Köllertal), als Graf Johann I. die Grafschaft Saarbrücken mit Ausnahme der Burgen Saarbrücken und Bucherbach an Erzbischof Balduin von Trier verpfändete. Graf Philipp I. von Nassau-Saarbrücken bestimmte die Burg Burgelebach 1412 zum Witwensitz seiner Frau Elisabeth von Lothringen.
Im Streit mit Herzog Ludwig dem Schwarzen von Pfalz-Zweibrücken stellte Johann II. von Nassau-Saarbrücken die Anlage im Jahr 1460 unter den Schutz des Pfalzgrafen Friedrich des Siegreichen.
Unter Philipp II. kam es um die Mitte des 16. Jahrhunderts zu einer umfassenden Erneuerung der Burg, ehe diese 1627 im Dreißigjährigen Krieg durch kaiserliche Truppen unter Führung des Grafen Kratz von Scharfenstein verwüstet wurde. 1645 folgte zwar ein Wiederaufbau, doch nachdem die Anlage erneut niedergebrannt worden war, wurde sie nachfolgend nur noch als herrschaftliches Hofgut verpachtet.
1740 wurde die Burg als verfallen bezeichnet, es standen noch alle Mauern und Türme, doch ohne Dach. Fürst Wilhelm Heinrich von Nassau-Saarbrücken überließ sie den Einwohnern der umliegenden Orte als Steinbruch. Während der Französischen Revolution wurden die verbliebenen Gebäude und Ländereien als Nationalgut eingezogen und verpachtet.
Nachdem schon 1930 eine erste Renovierung der Burgruine stattgefunden hatte, folgte zuletzt 1983/84 eine grundlegende Sanierung.
2011 wurde die Burgruine unter der Leitung der Interessengemeinschaft Burg Bucherbach e.V. erneut saniert.
Ein Audioguide für die Burg Bucherbach steht kostenlos zur Verfügung.

## Beschreibung
Die Burg ist eine annähernd quadratische Anlage von etwa 40 Meter innerer Seitenlänge mit vier runden Ecktürmen mit etwa zehn Meter Durchmesser, von denen sich alle bis auf den Ostturm in ansehnlicher Höhe erhalten haben (Kastelltyp). Die Bausubstanz geht im Wesentlichen auf den Umbau im 16. Jahrhundert zurück, wobei offenbar die Grundmauern der Anlage des 14. Jahrhunderts verwendet wurden. Beim Umbau ging der Wehrbaucharakter verloren, so wurden dem Westturm im Mittelgeschoss drei große Fenstergewände herausgebrochen und zum Rebenberg hin eine Altane vorgelagert. Zwischen Süd- und Ostturm lag ein repräsentativer Wohnbau mit dem Zugang zur Burg über die heute verschütteten Gräben.
Jedes Jahr finden zahlreiche Feste und Märkte (Weihnachtsmarkt, Mittelaltermarkt, Weinfest, Bauernmarkt, Konzerte usw.) im Burgareal statt.